# سواطح

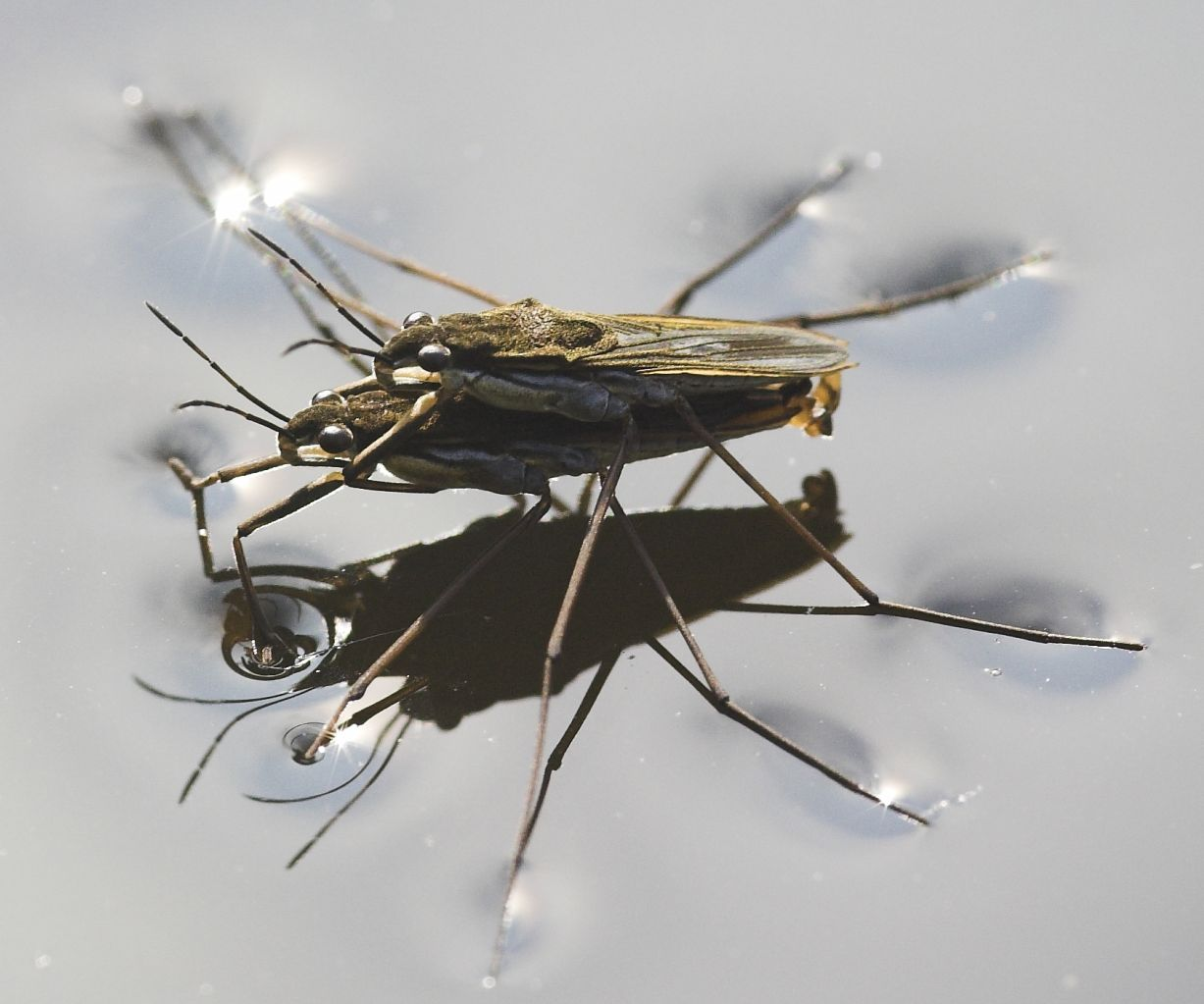
بق الماء المتزحلق

السواطح هي كائنات حية تعيش على سطح مسطح مائي ، مثل المحيط أو مصب خليجي أو بحيرة أو نهر أو منطقة رطبة أو بركة . يمكن لهم العيش فوق سطح الماء أو مغمورًا أسفل سطح الماء مباشرة. بالإضافة إلى ذلك، يمكن أن توجد الكائنات الحية الدقيقة البحرية في الطبقة السطحية الدقيقة التي تتشكل بين السطح العلوي والسفلي لسطح الماء. عُرفت بأنها الكائنات الحية التي تعيش على الواجهة الهوائية المائية في المياه العذبة والمصبات والموائل البحرية أو تشير إلى الكائنات الحية الموجودة على الطبقة السطحية للمياه أو أسفلها مباشرة.
يمكن فصل النيوستونات بشكل غير رسمي إلى مجموعتين: السواطح النباتية، وهي كائنات ذاتية التغذية تطفو على سطح الماء كالبكتيريا الزرقاء والطحالب الخيطية والنباتات المائية العائمة البحرية (مثل الأزولا والطحالب المائية والزقيم )؛ والسواطح الحيوانية ، وهي كائنات غيرية التغذية التغذية عائمة مثل الطلائعيات (مثل الهدبيات ) والحيوانات المائية.

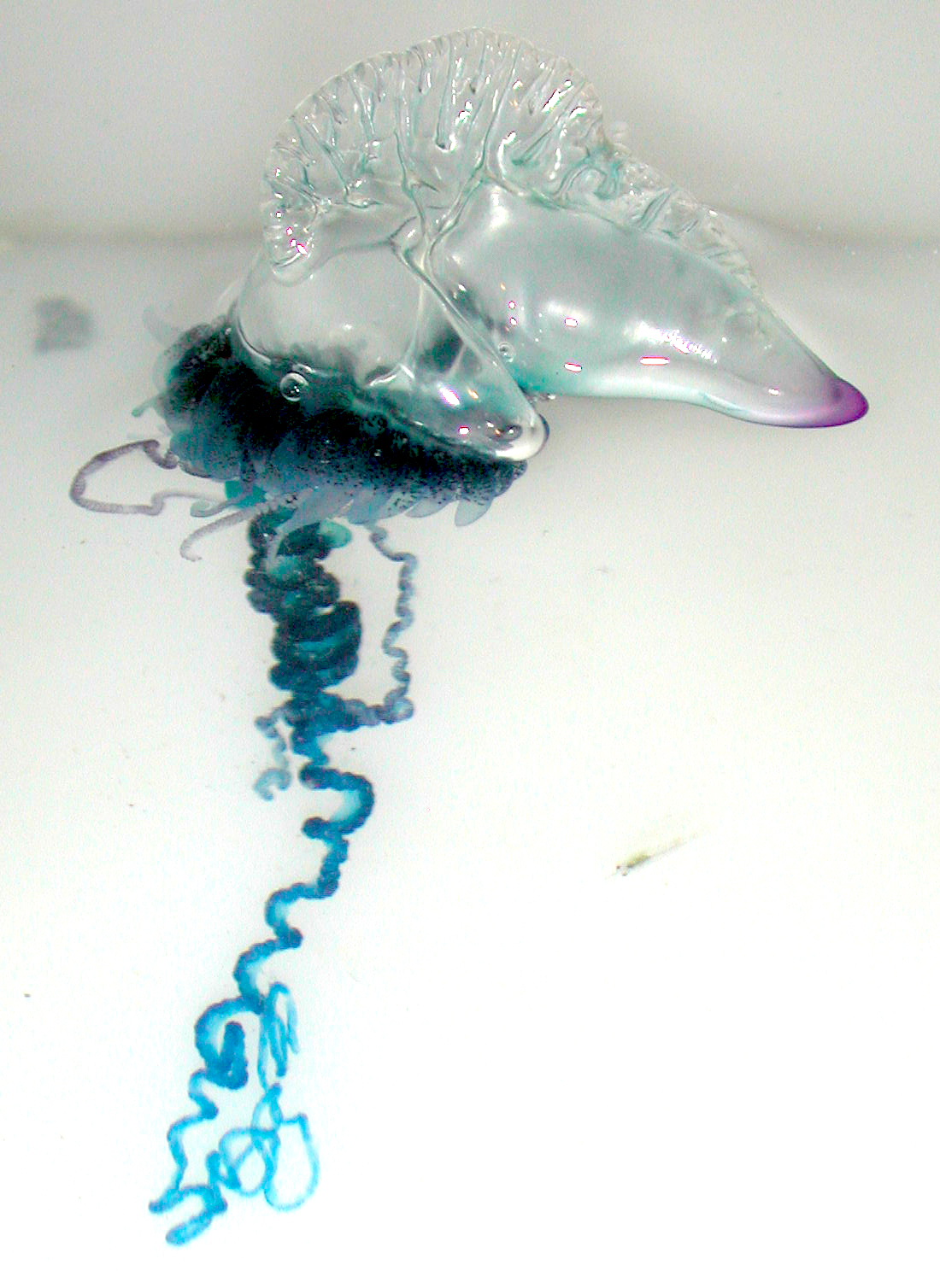
بارجة برتغالية